# Бадоев, Казбек Исаевич
Казбек Исаевич Бадоев (осет. Бӕдоаты Хъазыбег Иссӕйы фырт; 30 сентября 1901, с. Тулатово, Российская империя — 8 декабря 1979) — осетинский и советский писатель.

## Биография
Казбек Бадоев родился 30 сентября 1901 года в селе Тулатово (ныне — Беслан), окончил 6 классов сельской школы, но не смог продолжить обучение из-за сложного материального положения. После образования СССР вёл активную общественную деятель, в 1926 году отправился в командировку в Москву, спустя 4 года получив диплом вернулся в Осетию. В 1937 году Бадоев был осуждён, но к 1955 был освобождён и реабилитирован.
Первые рассказы писателя появились в печати в 1928 году. Сначала Бадоев писал о социалистическом строительстве в Осетии. Одни из крупнейших произведений Бадоева — роман «От битвы к битве», написанный в 1962 году и «Искатели счастья». Помимо написание собственных сочинений он также переводил произведения с русского языка на осетинский.
Умер 8 декабря 1979 года.